# Giuliano Sangiorgi

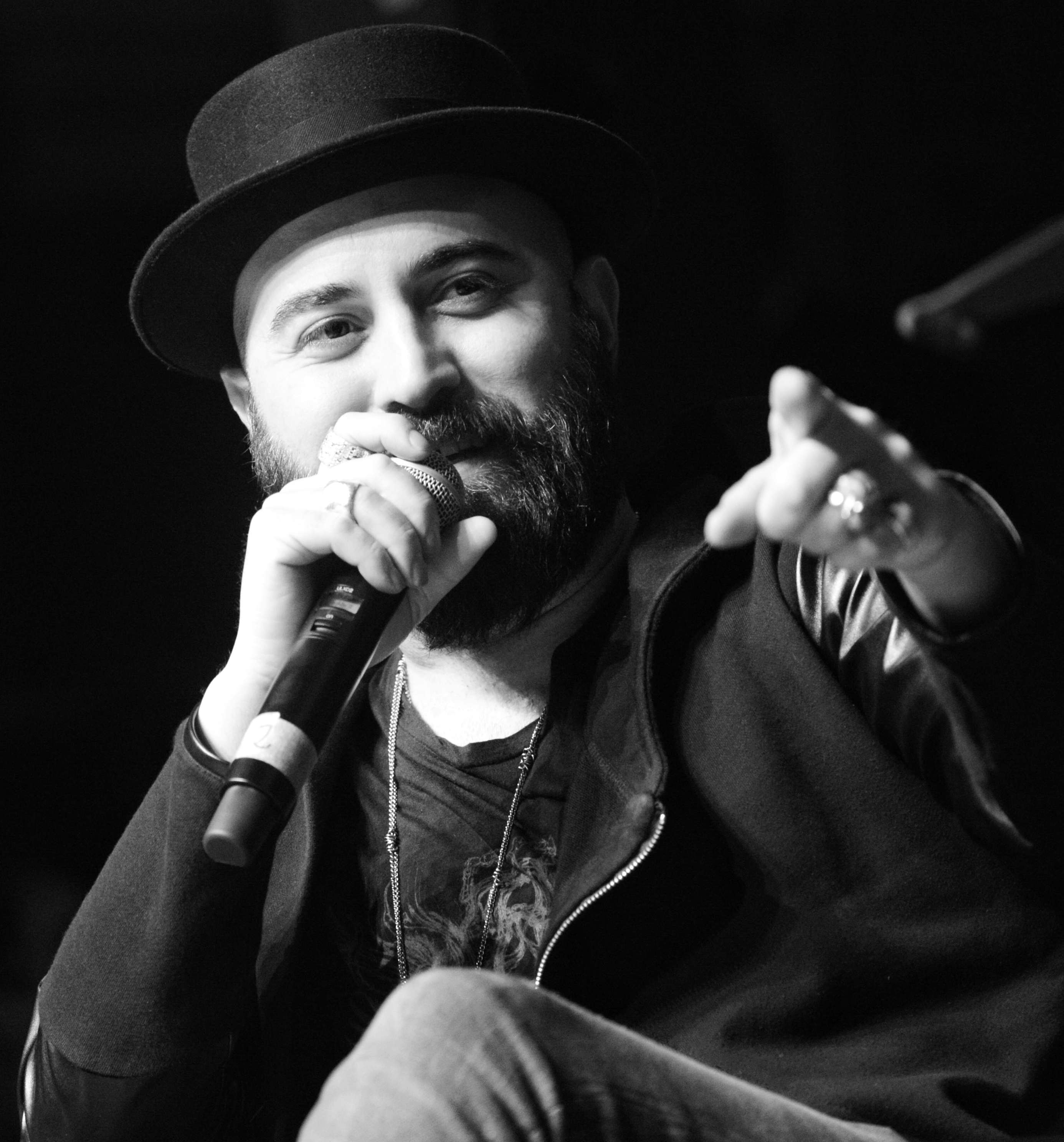
Giuliano Sangiorgi 2015

Giuliano Sangiorgi (* 24. Januar 1979 in Nardò, Provinz Lecce) ist ein italienischer Sänger, Songwriter und Schriftsteller. Er wurde als Gründer und Frontman der Pop-Rock-Band Negramaro bekannt.

## Karriere
Sangiorgi wuchs in Copertino auf und begann im Alter von acht Jahren, autodidaktisch Gitarre zu lernen. Nach dem Abschluss des klassischen Gymnasiums wandte er sich ganz der Musik zu. Er gründete im Jahr 2000 die Band Negramaro, für die er sämtliche Lieder schreibt und als Sänger, Gitarrist sowie Pianist tätig ist. Außerdem nahm er diverse Duette auf, am erfolgreichsten davon war 2009 der Nummer-eins-Hit Ti vorrei sollevare mit Elisa. Im selben Jahr war der Musiker auch einer der Initiativnehmer des Benefizprojekts Artisti Uniti per l’Abruzzo für die Opfer des Erdbebens von L’Aquila.
Als Songwriter war und ist Sangiorgi unter anderem für Andrea Bocelli, Malika Ayane, Patty Pravo, Jovanotti, Adriano Celentano, Mina, Laura Pausini, Roberto Vecchioni, Raphael Gualazzi, Francesco Renga, Emma Marrone, Marco Mengoni, Giovanni Caccamo, Noemi und Fiorella Mannoia tätig. Auch für Filmmusik zeichnete er verantwortlich. Beim Einaudi-Verlag veröffentlichte er darüber hinaus die Romane Lo spacciatore di carne (2012) und Il tempo di un lento (2021).

## Diskografie
Duette
- 2007 – Senza fiato (mit Dolores O’Riordan)
- 2007 – Settembre (mit Cristina Donà)
- 2008 – Safari (mit Jovanotti)
- 2009 – Ti vorrei sollevare (mit Elisa)
- 2009 – Ancora no (mit Claudio Baglioni)
- 2011 – Non so più cosa fare (mit Adriano Celentano, Jovanotti und Franco Battiato)
- 2012 – Ora il mondo è perfetto (mit Planet Funk)
- 2013 – Ti sento vivere (mit Max Pezzali)
- 2013 – Io non ricordo (da quel giorno tu) (mit Adriano Celentano)
- 2014 – Riuscire a volare (mit Après La Classe)
- 2016 – Aquila (mit Ron)
- 2016 – Sorrido già (mit Elisa und Emma Marrone)
- 2020 – Ci vorrebbe il mare (mit Marco Masini)
- 2022 – Una cosa più grande (mit Ermal Meta)

## Bibliografie
- Lo spacciatore di carne. Einaudi, Turin 2012, ISBN 978-8-8062-1218-6.
- Il tempo di un lento. Einaudi, Turin 2021, ISBN 978-8-8062-4910-6.

## Belege
1. ↑  Jessica Chia: Sangiorgi e i Negramaro, storia di un sogno. Gli esordi nel Salento. In: Corriere.it. 20. Februar 2017, abgerufen am 3. Dezember 2022 (italienisch).
2. ↑  Band. In: Negramaro.com. Abgerufen am 3. Dezember 2022 (italienisch).
3. ↑  Rita Celi: La musica italiana per l’Abruzzo 56 artisti cantano per ricostruire. In: Repubblica.it. 5. Mai 2009, abgerufen am 3. Dezember 2022 (italienisch).
4. ↑  Giuliano Sangiorgi. Sugar Music, abgerufen am 3. Dezember 2022 (italienisch).
5. ↑  Jessica Chia: Sangiorgi e i Negramaro, storia di un sogno. La carriera di Sangiorgi come autore. In: Corriere.it. 20. Februar 2017, abgerufen am 3. Dezember 2022 (italienisch).
6. ↑  Giuliano Sangiorgi, info e libri dell’autore. Giulio Einaudi Editore, abgerufen am 3. Dezember 2022 (italienisch).
7. ↑  Archivio classifiche Top Singoli. FIMI, abgerufen am 3. Dezember 2022 (italienisch).
8. ↑  Auszeichnungen für Musikverkäufe: IT

| Personendaten    | Personendaten                                       |
| ---------------- | --------------------------------------------------- |
| NAME             | Sangiorgi, Giuliano                                 |
| KURZBESCHREIBUNG | italienischer Sänger, Songwriter und Schriftsteller |
| GEBURTSDATUM     | 24. Januar 1979                                     |
| GEBURTSORT       | Nardò, Provinz Lecce                                |